# 伊凡卡·苏维拉
伊凡卡·苏维拉（羅馬化：Ivonka Survila；1936年4月11日—），白俄罗斯政治人物、翻译家、画家，白俄罗斯人民共和国拉达主席。生于波兰第二共和国斯托尔布齐（西白俄罗斯），1940年苏联兼并西白俄罗斯后全家被逮捕。德国入侵苏联后，苏维拉先后辗转东普鲁士、丹麦、法国，曾就读于国立高等美术学院和索邦大学，后前往西班牙和加拿大，1997年担任白俄罗斯人民共和国拉达主席。